# Stephen Stanislaus Woznicki
Stephen Stanislaus Woznicki (* 17. August 1894 in Miners Mill, Pennsylvania; † 10. Dezember 1968) war ein römisch-katholischer Bischof.
Woznicki besuchte das SS. Cyril & Methodius College, das Priesterseminar in Orchard Lake, Michigan sowie das Priesterseminar St. Paul Seminary in Saint Paul, Minnesota. Seine Priesterweihe erfolgte am 22. Dezember 1917 in der dortigen Cathedral of Saint Paul. Danach wurde Woznicki als Priester in dem Erzbistum Detroit tätig.
Am 13. Dezember 1937 wurde er von Papst Pius XI. zum Weihbischof in Detroit sowie zum Titularbischof von Peltae ernannt. Am 25. Januar 1938 spendete ihm der Erzbischof von Detroit, Edward Aloysius Mooney, die Bischofsweihe. Mitkonsekratoren waren der Bischof von Marquette, Joseph Casimir Plagens und der Koadjutorbischof von Scranton, William Joseph Hafey.
Am 28. März 1950 wurde Woznicki von Papst Pius XII. als Nachfolger des verstorbenen William Francis Murphy zum Bischof von Saginaw ernannt. Er übte dieses Amt bis zu seinem Rücktritt am 30. Oktober 1968 aus. Stattdessen wurde er nun Titularbischof von Thiava. Woznicki starb am 10. Dezember desselben Jahres.